# Doctrine Dulles
Pour un article plus général, voir Dissuasion nucléaire pendant la guerre froide.
Pour les articles homonymes, voir Dulles.

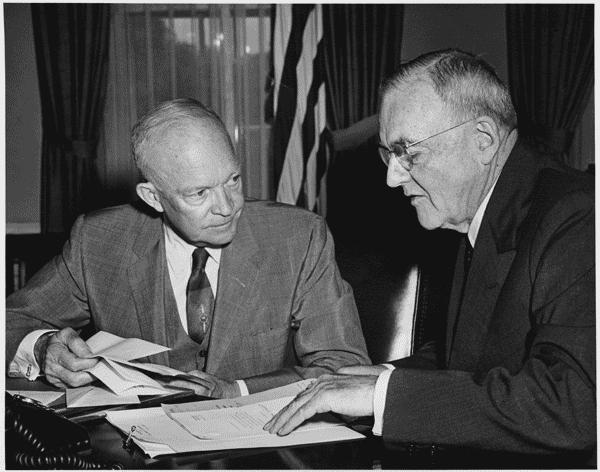
Le président américain Dwight David Eisenhower et le secrétaire d'État John Foster Dulles, le 14 août 1956.

Tests nucléaires américains (1953) : en cas d'attaque d'un agresseur, un État ripostera massivement en utilisant une force disproportionnée par rapport à la taille de l'attaque.

La doctrine Dulles, ou doctrine des « représailles massives », est la doctrine nucléaire des États-Unis de 1953-54 à 1962 (où elle est remplacée par la doctrine McNamara, dite de « riposte graduée »). Elle est adoptée officiellement par l'OTAN en décembre 1954.
Cette doctrine nucléaire extrêmement rigide a un principe simple : toute attaque contre un pays membre de l'OTAN par l'URSS l'exposerait à des représailles nucléaires massives, sans préavis et sans retenue. Il s'agit d'une composante primordiale du roll back d'Eisenhower.
Formulée au début des années 1950, la doctrine s'inscrit dans le contexte d'une supériorité des États-Unis en armes nucléaires telle que leur emploi peut paraître présenter un risque relativement limité pour les États-Unis au regard des destructions potentielles très importantes qui en résulteraient en URSS, ce qui donne à cette stratégie un caractère crédible qu'Eisenhower et son secrétaire d'État Dulles se sont toujours efforcés de mettre en avant . Elle répond aussi à la volonté d'Eisenhower d'une stricte orthodoxie en matière budgétaire, via en particulier une forte limitation des budgets d'armements conventionnels rendue possible par le développement, pour un coût comparativement modeste, des armes nucléaires.